# Перша книга царів

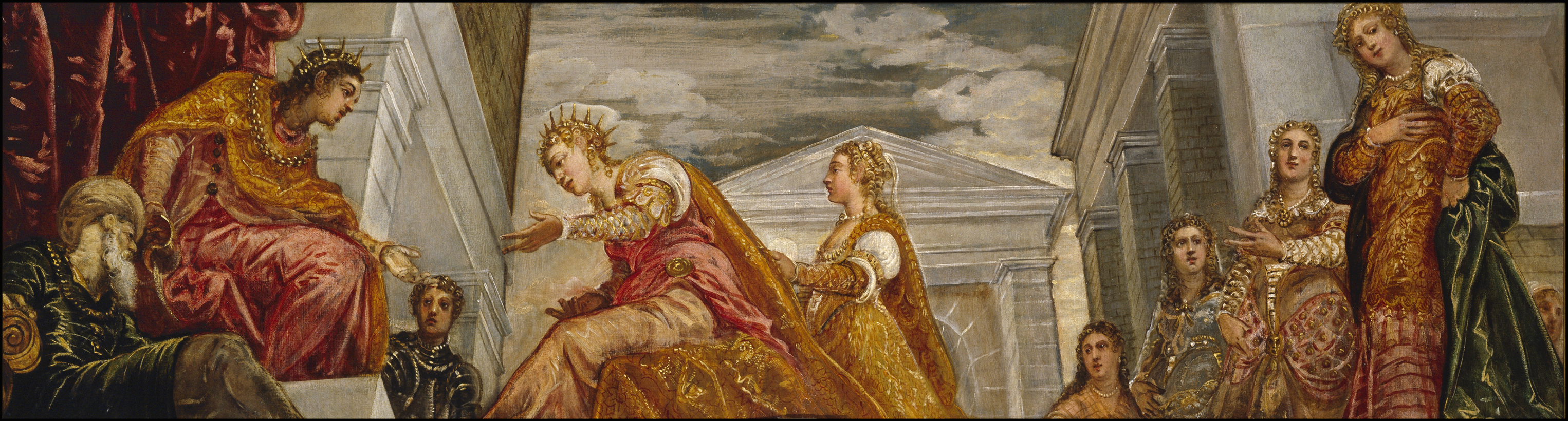
«Соломон і цариця Савська», (Тінторетто, бл. 1555, Музей Прадо

Перша книга Царів — книга Старого Завіту Біблії та Танаху. У Септуагінті і в православному каноні відповідає Третій книзі Царів.

## Історичне тло написання книг
Після двох книг Самуїла у Старому Завіті йдуть дві книги Царів. У книгах Самуїла започатковано історію єврейської монархії, тоді як у книгах Царів оповідається про її послідовний розвиток, розпад і занепад.
Увесь час (близько 400 років) панування царів в історії вибраного народу можна поділити на 3 періоди:
1. царювання Соломона 973–922 р. до н. е.
2. розпад царства — аж до здобуття Самарії, столиці Ізраїля, Салманассаром V та Саргоном ІІ, 721 р. до н. е.
3. історія малого царства Юди — аж до падіння Єрусалима за Навуходоносора, 587 р. до н. е.

Книги Царів — анонімний твір. Приписування їх пророкові Єремії безпідставне. Книги виникали поступово, кожне наступне видання включало нові традиції та оповідання. Перше видання Книг ймовірно з'явилося після смерті Йосії під Меґіддо, і його метою було ствердити, що всі лиха народу — від того, що він забув закони Мойсея. Остання редакція була зроблена під час неволі або ж невдовзі після неї
У двох книгах Царів автор описує не тільки історію кожного царя, але й історію релігії, зокрема збереження чистого монотеїзму. Оцінку кожному цареві дано з погляду його ставлення до правдивої віри та культу єдиного Господа. Поділ на дві книги походить з традиції Септуагінти і можливо пов’язане просто із довжиною сувою тексту. Перекладені грецькі тексти через особливу побудову речень займають більше місця ніж єврейський текст (коротші слова, відсутність голосних букв).
Перша книга Царів розповідає про царя Давида та його сина Соломона, який слідом за ним займає трон царя Ізраїля та виступає як мудрий суддя. 40-річне царювання Давида принесло у країну мир і спокій. Ім'я Шломо (Соломон) в івриті походить від кореня «שלום» (шалом — «мир»), а також «שלם» (шалем — «досконалий», «цілісний»). У той час будується перший храм на горі Моріа у Єрусалимі. По смерті Соломона держава розпадається на північне царство — Ізраїль та південне — Юдея. Царі приходять та відходять. На історичну сцену виходять пророки Ілля та Єлисей, що намагаються втримати правління і народ у служінні єдиному Богу. Перша книга Царів закінчується тим, що Ахасія стає царем Ізраїля, та як і його батько Ахав вже служить Ваалу, а не Ягве.

## Розділи Першої книги Царів
- Глава 1 — останні дні життя царя Давида.
- Глави 2-11 розповідають про життя Соломона.
- Глави 6-8 описують в деталях будівництво Єрусалимського Храму.
- Глави 12-16 — Наступники Соломона, Ровоам і Єровоам I. Поділ царства Ізраїлю у 931 до н. е.
- Глави 17-21 — Пророк Ілля над потоком Керіт та його попередження Ахаву, царю Ізраїля. Облога Самарії арамейцями.
- Глава 22 повідомляє війну проти арамейців, в якій Ахав і Йосафат, цар Юдеї, об'єднують свої сили. Пророк Михей пророкував проти царів. Смерть Ахава. Ахазія, син Ахава — цар в Ізраїлі.

## Українські переклади та переспіви
- Перша книга Царів. Біблія у перекладі Івана Хоменка
- 1 Царів / Біблія. Переклад нового світу
- Біблійні переспіви. Книга царів. Соломон : [поема] / Тетяна Яковенко // Вінницький край. - 2010. - № 4. - С. 30-33.